# Пасифік (округ, Вашингтон)
Шаблон:StateAbbr_ 46°34′ пн. ш. 123°47′ зх. д. / 46.56° пн. ш. 123.78° зх. д.
Округ  Пасифік (англ. Pacific County) — округ (графство) у штаті Вашингтон, США. Ідентифікатор округу 53049.

## Історія
Округ утворений 1851 року.

## Демографія
За даними перепису 2000 року загальне населення округу становило 20984 осіб, зокрема міського населення було 10261, а сільського — 10723. Серед мешканців округу чоловіків було 10402, а жінок — 10582. В окрузі було 9096 домогосподарств, 5886 родин, які мешкали в 13991 будинках. Середній розмір родини становив 2,77.
Віковий розподіл населення поданий у таблиці:
| Стать    | До 15 років | 15-21 | 22-29 | 30-39 | 40-49 | 50-65 | 65-85 | Понад 85 |
| -------- | ----------- | ----- | ----- | ----- | ----- | ----- | ----- | -------- |
| Чоловіки | 1817        | 971   | 654   | 1069  | 1544  | 2116  | 2049  | 182      |
| Жінки    | 1742        | 747   | 619   | 1092  | 1620  | 2258  | 2188  | 316      |

## Суміжні округи
- Ґрейс-Гарбор — північ
- Льюїс — схід
- Вакаєкум — південний схід
- Клетсоп, Орегон — південь

## Виноски
1. ↑  U.S. Decennial Census. United States Census Bureau. Процитовано 7 січня 2014.
2. ↑  Historical Census Browser. University of Virginia Library. Архів оригіналу за 11 серпня 2012. Процитовано 7 січня 2014.
3. ↑  Population of Counties by Decennial Census: 1900 to 1990. United States Census Bureau. Процитовано 7 січня 2014.
4. ↑  Census 2000 PHC-T-4. Ranking Tables for Counties: 1990 and 2000 (PDF). United States Census Bureau. Процитовано 7 січня 2014.
5. ↑  State & County QuickFacts. United States Census Bureau. Архів оригіналу за 23 червня 2011. Процитовано 7 січня 2014.(англ.) Наведено за англійською вікіпедією.
6. ↑  American FactFinder. Бюро перепису населення США. Архів оригіналу за 26 лютого 2012. Процитовано 31 січня 2008.

| США | Це незавершена стаття з географії США. Ви можете допомогти проєкту, виправивши або дописавши її. |